# 215458 Yucun
215458 Yucun è un asteroide della fascia principale. Scoperto nel 2002, presenta un'orbita caratterizzata da un semiasse maggiore pari a 2,521097 UA e da un'eccentricità di 0,094137, inclinata di 4,237842° rispetto all'eclittica.